# Cairo Hawks
I Cairo Hawks sono stati una squadra di football americano del Cairo, in Egitto, fondata nel 2014. Sono inattivi dal  2017.
Hanno vinto il titolo nazionale nel 2017.

## Dettaglio stagioni

### Tornei nazionali

#### Campionato

##### ELAF
| Stagione | regular season | regular season | regular season | regular season | regular season | regular season | playoff | playoff | playoff | playoff | playoff | playoff       | playoff        |
|          | Vin            | Par            | Per            | Tot            | PF             | PS             | Vin     | Per     | Tot     | PF      | PS      | risultato     | avversaria     |
| -------- | -------------- | -------------- | -------------- | -------------- | -------------- | -------------- | ------- | ------- | ------- | ------- | ------- | ------------- | -------------- |
| 2016     | 6              | 0              | 2              | 8              | 189            | 92             | -       | -       | -       | -       | -       | Secondo posto | -              |
| 2017     | 2              | 0              | 2              | 4              | 37             | 20             | 2       | 0       | 2       | 42      | 12      | Campioni      | Cairo Mustangs |
| Totale   | 8              | 0              | 4              | 12             | 226            | 112            | 2       | 0       | 2       | 42      | 12      |               |                |

Fonti: Enciclopedia del Football - A cura di Roberto Mezzetti

## Palmarès
- 1 Pharaohs Bowl (2017)